# Antonio Rodríguez Saravia
Antonio Rodríguez Saravia (Barcelona, España, 28 de enero de 1971), más conocido como Rodri, es un exfutbolista y entrenador catalán, que ocupaba la posición de delantero. Actualmente trabaja en el cuerpo técnico del Aston Villa FC a las órdenes de Unai Emery.

## Trayectoria

### Como jugador
Rodri militó durante su carrera como futbolista (era delantero) en equipos de Aragón y Cataluña, entre ellos, el Teruel y conjuntos del área catalana, como el F.C. Barcelona juv.,  Igualada, CF Balaguer, Lleida, Nastic de Tarragona, Santboià, Palamós, CF Gavà, CF Peralada, UE Olot.

### Como entrenador
Inicios
Empezaría su trayectoria en los banquillos como segundo entrenador de Raül Agné, al que acompañó en sus aventuras en Girona FC y en las filas del Cádiz CF en la Segunda División.
UE Olot
En la temporada 2011-2012, Rodrí emprendió su aventura profesional en solitario en los banquillos, dirigiendo al UE Olot, que se encontraba en ese momento en la liga de 3.ª división en la posición 17 a falta de 10 jornadas para finalizar y acabando en esta décimo. En la temporada 2012-2013 continúa en el club con un nuevo proyecto, el cual abandonaría en la jornada 15 estando el equipo como líder con 36 puntos para marchar con Raúl Agné al Cádiz C.F.
En la temporada 2014-2015, Rodri volvería a UE Olot; este en Segunda B para remontar una situación complicada del equipo en la jornada 14 ya que se encontraba en zona de descenso y donde pudo revertir dicha situación colocándolo a final de temporada en una cómoda decimotercera posición. La temporada 2015-2016 vuelve a estar al mando del equipo y pese a remontar un mal inicio de temporada el 15 de mayo fue destituido estando el equipo a dos puntos de la salvación.
Real Zaragoza
En octubre de 2016, Antonio Rodríguez ‘Rodri’, se convirtió en nuevo segundo entrenador del Real Zaragoza, incorporándose al cuerpo técnico de Raül Agné, una vez que ha podido solucionar los detalles contractuales de su desvinculación del Anorthosis Famagusta de Chipre.
Pobla de Mafumet
En verano de 2017, firmó como técnico del Club de Futbol Pobla de Mafumet, filial del Club Gimnàstic de Tarragona, que disputaba sus partidos en Tercera División, con el objetivo de devolver al club tarraconense a la división de bronce.
Gimnàstic de Tarragona
El 13 de septiembre de 2017, el Club Gimnàstic de Tarragona destituyó al técnico Lluís Carreras en la cuarta jornada de Liga y nombró a ‘Rodri’, entrenador del filial hasta ese momento, como entrenador interino. El técnico barcelonés se hizo cargo del equipo catalán cuando era colista, pero venció en su primer encuentro como entrenador grana por 3-1 al Albacete Balompié. Tras lograr 3 victorias, un empate y una derrota en sus 5 primeros partidos al frente del conjunto tarraconense, fue confirmado por la entidad hasta final de temporada. El buen trabajo de Rodri se vio reflejado por su buena media de puntos 27 de 54 posibles en 18 jornadas. Llegando a comparar esos números con los de Vicente Moreno el año que se alcanzaron los playoffs de ascenso. Sin embargo, tras una dolorosa derrota contra el Reus le derivó en un ultimátum por parte de la directiva que lo cesaría una jornada después al perder fuera de casa contra el Sporting de Gijón. Finalmente el Nástic se salvaría tras conseguir 3 victorias en las tres últimas jornadas, siguiendo un año
más en la categoría de plata.
CD Tenerife
El 26 de septiembre de 2018, ‘Rodri’ fue contratado por el CD Tenerife para desempeñar las labores de asistente de José Luis Oltra, entrenador del equipo insular.
Extremadura UD
El 13 de noviembre de 2018, ‘Rodri’ firmó como nuevo técnico del Extremadura Unión Deportiva. tras la destitución de Juan Sabas. La situación del club extremeño era sumamente complicada, tan solo 9 puntos en las primeras 13 jornadas lo que lo llevó a ser el colista de la categoría de Segunda A. Sin embargo, la llegada de Rodri supuso un golpe de efecto y el equipo cosechó 8 puntos en sus primeros cuatro partidos, saliendo de las posiciones de descenso. El mercado de invierno para el EXT U.D. fue toda una revolución, marchando 8 futbolistas entre ellos su máxima figura y pichichi de la liga Enric Gallego y la llegada de 12 nuevas incorporaciones al vestuario. En esos momentos el equipo había cosechado desde la llegada de Rodri el 50% de los puntos en disputa, sin embargo, el equipo sufrió en exceso el periodo de aclimatación de los nuevos jugadores obteniendo a partir de entonces tres empates y tres derrotas. El 16 de febrero de 2019, el club extremeño optó por prescindir del preparador catalán.

### Villarreal CF
El 24 de febrero del 2021 el conjunto valenciano anunció la incorporación de Rodri a su equipo de trabajo con el objetivo de trabajar en la mejora individual de los futbolistas del primer equipo.

## Clubes

### Como jugador
| Club                     | País   | Año       |
| ------------------------ | ------ | --------- |
| Santfeliuenc F. C.       | España | 1987-1988 |
| F. C. Barcelona          | España | 1988-1989 |
| F. C. Martinenc          | España | 1989-1990 |
| C. D. Teruel             | España | 1990      |
| F. C. Levante Las Planas | España | 1990-1991 |
| C. F. Igualada           | España | 1991-1992 |
| C. F. Balaguer           | España | 1992-1993 |
| U.E. Lleida              | España | 1992-1993 |
| Gimnàstic de Tarragona   | España | 1993-1994 |
| U. E. Tàrrega            | España | 1994-1995 |
| F. C. Santboià           | España | 1995-1996 |
| Palamós C. F.            | España | 1996-1999 |
| C. F. Gavà               | España | 1999-2000 |
| Palamós C. F.            | España | 2000      |
| C. F. Peralada           | España | 2000-2002 |
| U. E. Olot               | España | 2002-2004 |

### Como entrenador
| Club                   | País   | Año                 | P  | PG | PE | PP | % v. |
| ---------------------- | ------ | ------------------- | -- | -- | -- | -- | ---- |
| U. E. Olot             | España | 2012 2014-2015-2016 | 75 | 30 | 24 | 21 | 40   |
| C. F. Pobla de Mafumet | España | 2017                | 2  | 1  | 0  | 1  | 50   |
| Gimnàstic de Tarragona | España | 2017-2018           | 20 | 8  | 3  | 9  | 42   |
| Extremadura U. D.      | España | 2018-2019           | 13 | 3  | 5  | 5  | 24   |